# Місячна серенада (фільм, 2009)
«Місячна серенада» («Серенада місячного світла», англ. Moonlight Serenade) — романтичний музичний фільм режисера Джанкарло Талларіко (англ. Giancarlo Tallarico), з Емі Адамс у головній ролі. Фільм створений 2006 року, але випущений лише Direct-to-video у грудні 2009-го.

## Сюжет
Піаніст (Алек Ньюман) виявляє, що симпатична дівчина-гардеробниця в джаз-клубі (Емі Адамс) є талановитою співачкою з прекрасним голосом. Він умовляє її разом поставити мюзикл.

## Акторський склад
- Емі Адамс — Хлоя
- Алек Ньюман[en] — Нейт Голден
- Гаррієт Сенсом Гарріс[en] — Анжеліка Вебстер
- Джеремі Глейзер[en] — ролі Гері
- Дж. Б. Блан — Пол Гольцман
- Мун Бладгуд — Марі Дювреньє
- Фелікс Дж. Бойл — детектив
- Скотт Коен — Девід Волглер
- Хані Коул — джазова співачка
- Дерек де Лінт — Теренс Гілл

## Факти
- Фільм знімали в Лос-Анджелесі.
- Постпродакшн фільму затягнувся на три роки. Знімання були завершені 2005 року, але лише у 2009-му його випустили — на DVD (у США).
- Емі Адамс знялася у фільм після успіху в незалежному художньому фільмі «Червневий жук» (англ. Junebug), де її виконання ролі вагітної героїні завоювало прихильність критиків та журі фестивалів, здобуло кілька нагород (включаючи спеціальний приз на фестивалі «Санденс») та номінації (зокрема, «Оскар» за найкращу роль).